# Lucian Pintilie
Lucian Pintilie (AFI: [lut͡ʃiˈan pintiˈli.e]) (Tarutino, 9 de novembre de 1933 - Bucarest, 16 de maig de 2018) fou un director de teatre i cinema romanès. Les seves obres provocaren una gran polèmica al país, que l'obligà a emigrar de la República Socialista de Romania durant la seva existència.

## Biografia i trajectòria artística
Pintilie nasqué el 9 de novembre de 1933 a la localitat de Tarutino, situada a part meridional de la regió històrica de Bessaràbia, en aquell sota administració del Regne de Romania i, actualment, d'Ucraïna. Després de graduar-se a l'Institut del Teatre i Art cinematogràfic de Bucarest, muntà una sèrie d'actuacions al Teatre Bulandra, de les quals es pot enumerar: Copiii soarelui (1961), Proștii sub clar de lună (1962), Cezar și Cleopatra (1963), Biedermann și incendiatorii (1964), Inima mea e pe înălțimi (1964), D'ale carnavalului (1966), Livada cu vișini (1967), Revizorul (1974, espectable prohibit per la censura després de tres representacions), i a continuació dos llargmetratges: Duminica la ora 6 i Reconstituirea.
La segona pel·lícula de la seva carrera, Reconstituirea ("Reconstrucció") narra la història de la reconstrucció d'un incident trivial, una lluita entre dos joves, portat per la policia, que es converteix en un assassinat. La pel·lícula provocà un gran escàndol, i Nicolae Ceaușescu n'ordenà la prohibició. Els actor principals foren Vladimir Găitan i George Mihăiţă. Els crítics consideren que el darrer d'ells hi feu el paper més important de la seva carrera. Després de l'escàndol de la prohibició, Pintilie rebé un passaport i se li permeté abandonar el país.

## Representacions a l'estranger
La prohibició de treballar a Romania el portà a la seva expatriació l'any 1975. A l'estranger portà endavant una sèrie de representacions teatrals en alguns dels escenaris més importants del món. D'aquestes cal destacar-ne:
- Théâtre National de Chaillot de París: Turandot (1974);
- Théâtre de la Ville de París: Pescărușul (1975), Biedermann și incendiatorii (1976), Jacques sau Supunerea i Viitorul e în ouă (1977), Cei din urmă (1978), Trei surori (1979), Rața sălbatică (1981), Azilul de noapte (1983]), Arden din Kent (1984), Astă seară se improvizează (1987), Trebuie să trecem prin nori (1988), Dansul morții (1990);
- Guthrie Theater de Minneapolis: Pescărușul (1983), Tartuffe (1984), Rața sălbatică (1988);
- Arena Stage de Washington DC: Tartuffe (1985), Rața sălbatică (1986), Livada cu vișini (1988).

## Representacions d'òpera
En paral·lel al treball de director de teatre, també dirigí representacions d'òpera:
- Festival d'Avinyó: Orestíada (1979);
- Festival d'Ais de Provença: La flauta màgica (1980, la mostra es va repetir a l'Òpera de Lió, l'Òpera de Niça i el Teatro Regio de Torí);
- Welsh National Opera de Cardiff: Rigoletto (1985), Carmen (1986, repetit a l'Òpera de Vancouver).

## Llargmetratges
El 1973 dirigí a la Televisió iugoslava la pel·lícula Salonul nr. 6, basada en la novel·la homònima d'Anton Txékhov. El 1979 filmà a Romania De ce trag clopotele, Mitică?, basat en un guió propi de l'obra D'ale carnavalului. La pel·lícula fou prohibida durant més de deu anys, fins al 1990.
Després de 1990, es repatrià i inicià una sèrie de pel·lícules a Romania durant els inicis de la dècada de 1990, els quals foren projectes antics que no pogué portar endavant per la intervenció de la censura. Totes foren coproduccions romanesofranceses. El 1998 guanyà el premi del jurat al Festival de Cinema de Venècia per la coproducció francoanglesa Terminus paradis.

## Funcions de gestió i activitat social
El 1990 fou nomenat director al l'Estudi de Creació Cinematogràfica de la Conselleria de Cultura, una posició des de la qual donà suport a pel·lícules realitzades per joves romanesos, com fou el cas de la pel·lícula de Cristi Puiu, Marfa și banii. Pintilie, tot i que tingué una presència més aviat discreta a les pantalles de TV, estigué activament implicat en aspectes de la societat civil, sent un dels principals membres del Grup pel Diàleg Social. L'únic premi com a director que acceptà a Romania fou el Premi Gopo pentru întreaga operă adjudicat durant els 2007.

## Premis
Ha estat distingit amb el Mèrit Cultural,per Ordre de grau V-a (1967) «pels destacats èxits en el camp de l'art dramàtic».

## Volums publicats
- El 1992 va publicar a l'Editorial Albatros Patru scenarii, que conté escenes de Colonia penitenciară (de Franz Kafka), Duelul (de A.P. Cehov), Balanța (en pantalla), i De ce bat clopotele, Mitică? (de D-ale carnavalului, d'I.L. Caragiale, en pantalla).
- El 2003 va publicar a la Editorial Humanitas el volum autobiogràfic Bric-a-brac.
- El 2005 va publicar a l'Editorial LiterNet amb els volums Pompa cu morfină i Capul de zimbru (escenari de V. Voiculescu).

## Filmografia

### Com a director
- Duminică la ora 6 (1965)
- Reconstituirea (1968)
- Salonul numărul 6 (1978)
- De ce trag clopotele, Mitică? (1981)
- Balanța (1992), adaptació de la novel·la homònima Ion Băieșu.
- O vară de neuitat (1994), adaptació de la novel·la Salata din romanul fluviu Cronică de familie de Petru Dumitriu
- Prea târziu (1996)
- Terminus Paradis (1998)
- După-amiaza unui torționar (2001)
- Niki Ardelean, colonel în rezervă (2003) (titlul francez Niki et Flo)
- Tertium non datur (2006), un scurt metraj realitzat prin adaptarea nuvelei lui Vasile Voiculescu, Capul de zimbru

### Com a guionista
- Prea târziu (1996)
- Terminus Paradis (1998)
- După-amiaza unui torționar (2001)
- Tertium non datur (2006)
- Colonia penitenciară sobre Franz Kafka, publicat el 1992, no posat en pantall
- Duelul sobre A.P. Cehov, publicat el 1992, no posat en pantalls
- Capul de zimbru sobre V. Voiculescu, publical el 2005

### Com a actor
- Valurile Dunării (1959)